# Allerheiligenkirche (Graz)

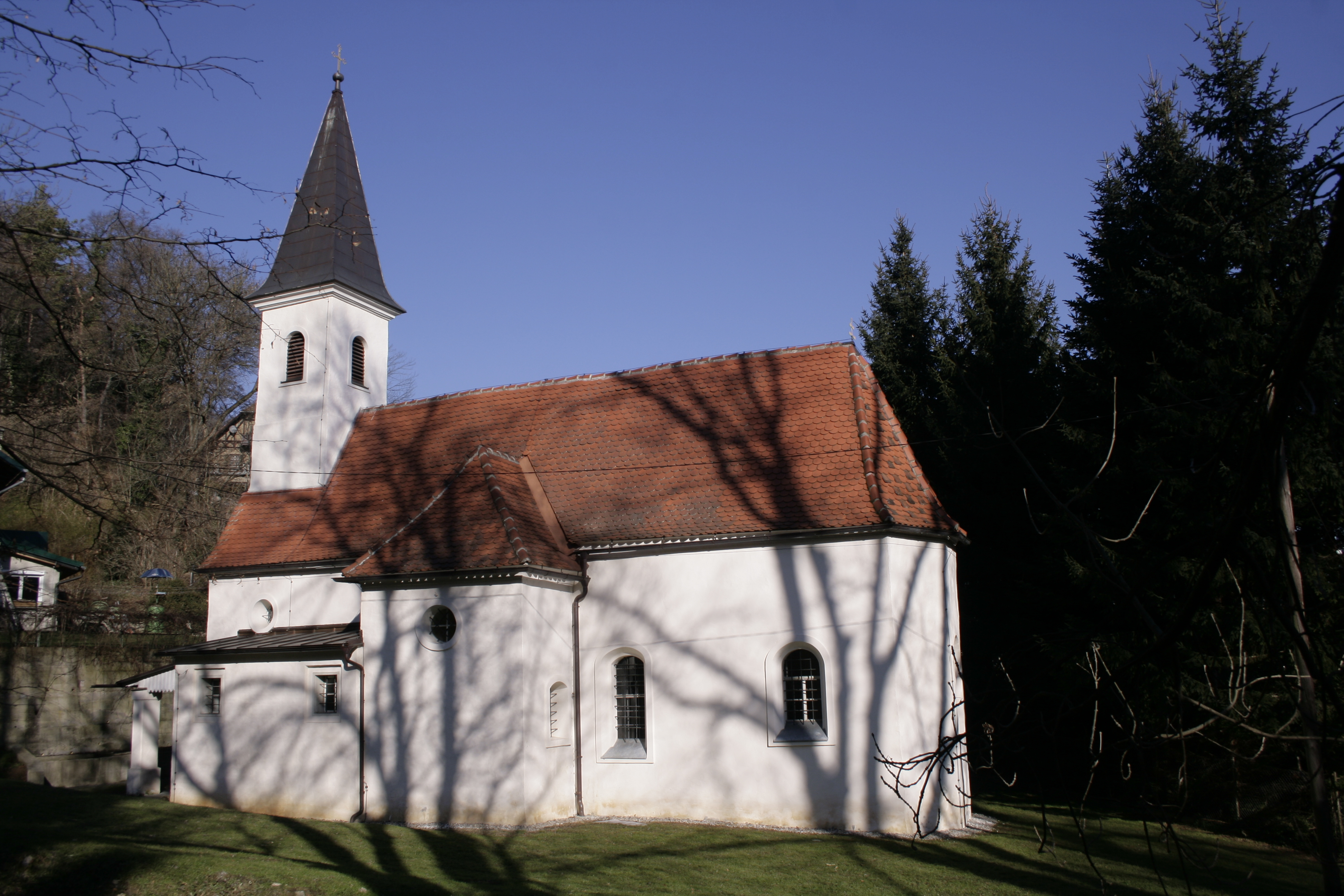
Außenansicht

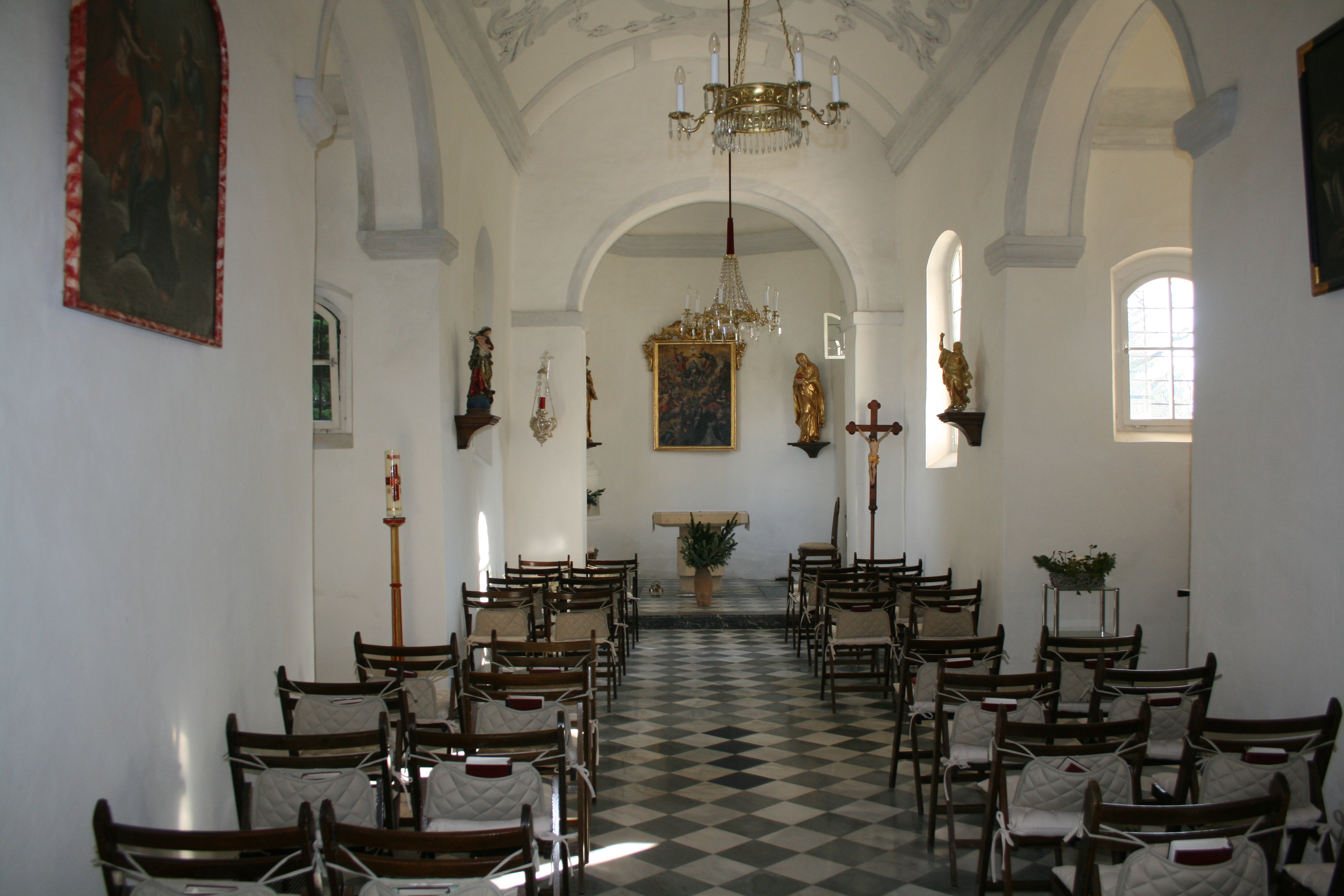
Innenansicht

Die Allerheiligenkirche ist eine römisch-katholische Kirche im 14. Grazer Gemeindebezirk Eggenberg.

## Geschichte
Das Kirchengebäude liegt in erhöhter Lage am Fuße des Grazer Gaisberges am Allerheiligenweg. Der spätgotische Bauwerk stammt aus dem 15. Jahrhundert und wurde im 16. Jahrhundert im Barockstil erweitert. Eine Vorgängerkirche stand seit dem 8. Jahrhundert an dieser Stelle. Die Allerheiligenkirche wurde im Jahr 1423 von Peter von Graden als Capell zu Payrdorf gegründet. 1535 wurde sie von Ursula von Graden erweitert. Im Jahr 1690 erfolgte der Zubau der Seitenkapellen. Der ehemalige barocke Turm befand sich über dem Chor. Der letzte Ausbau der Kirche fand 1930 statt, als der ehemals offene West-Vorbau vergrößert wurde.

## Architektur und Gestaltung
Die Allerheiligenkirche ist ein mittelgroßer Bau mit barocken Seitenkapellen. An der Südseite ist eine Beichtkammer angeschlossen. Der Giebelreiter stammt aus dem 19. Jahrhundert und das Rundbogen-Steinportal ist im vierten Viertel des 17. Jahrhunderts geschaffen worden. Die Datierung 1535 wurde viel später hinzugefügt.
Das einschiffige Langhaus besitzt ein Tonnengewölbe mit unvollendeter Stuckdekoration aus 1690, die Joseph Antonio Serenio zugeschrieben wird. Über der Orgelempore und dem Chor befindet sich ein Kreuzgewölbe und an der Brüstung ist das Wappen der Familie Graden angebracht. Die Gemälde und Figuren stammen aus dem 17. bis 19. Jahrhundert.